# نيشان الاستحقاق للعمل
أُقرَّ وسام الاستحقاق للعمل (بالإيطالية: Ordine al Merito del Lavoro) باعتباره وسامًا وطنيًا للفروسية في عام 1923 على يد الملك الإيطالي فيكتوريو إيمانويل الثالث، وهي تُمنح لأولئك «الذين يستحقون التقدير بشكل فريد» في الزراعة والصناعة والتجارة والحرف والإقراض والتأمين. وهو استمرار لوسام الاستحقاق الزراعي والصناعي والتجاري الذي أُقرَّ في عام 1901. يجوز لأعضاء الوسام استخدام اللقب «فارس العمل».
تعود أصول هذا الوسام إلى الملك أومبيرتو الأول الذي أنشأ عام 1898 «وسامًا للجدارة الزراعية والصناعية وميدالية الشرف». الأول كان امتيازًا حصريًا لكبار ملاك الأراضي والصناعيين، والآخر امتيازًا لموظفيهم. استُبدِل هذا بالنظام الفارس أو الفارس في الاستحقاق الزراعي والصناعي والتجاري في عام 1901، والذي كان يقصده فيكتوريو إيمانويل الثالث لإعطاء قدر أكبر من الجلال للجائزة السابقة.
يُمنح هذا الوسام بدرجة فارس واحدة وهو مفتوح لجميع الإيطاليين الذين يعيشون في الوطن وفي الخارج. في كل عام في 1 يونيو يُستثمر 25 من فرسان العمل الجدد من قائمة مختصرة مكونة من 40 مرشحًا. تمنح نجمة الاستحقاق للعمل ذات الصلة -التي أُقرَّت عام 1923- لقب ماجستير في العمل.
|  |

|  |

يُمنح هذا الأمر بقرار من رئيس الجمهورية الإيطالية بناءً على توصية من وزير التنمية الاقتصادية (خلفًا لوزير الصناعة والتجارة والصناعات التقليدية). تحمل الشارة النقش Al Merito del lavoro - 1901 ؛ حرف واحد فقط VE كان سابقًا في وسط الصليب اليوناني، والذي استُبدِل الآن بشعار النبالة الوطني.
في عام 1977 عُيِّن رئيس مجلس الوزراء المستقبلي سيلفيو برلسكوني بأمر من الرئيس السادس للجمهورية جيوفاني ليون. تخلى عن اللقب لاحقًا بعد إدانته بتهمة الاحتيال الضريبي.